# Kürtün (district)
Kürtün is een Turks district in de provincie Gümüşhane en telt 12.394 inwoners (2007). Het district heeft een oppervlakte van 731,8 km². Hoofdplaats is Kürtün.
De bevolkingsontwikkeling van het district is weergegeven in onderstaande tabel.
| 1997   | 2000   | 2007   |
| ------ | ------ | ------ |
| 14.956 | 15.546 | 12.394 |